# Communauté de communes Thiérache Sambre et Oise
Die Communauté de communes Thiérache Sambre et Oise ist ein französischer Gemeindeverband mit der Rechtsform einer Communauté de communes im Département Aisne in der Region Hauts-de-France. Sie wurde am 15. Dezember 2016 gegründet und umfasst 36 Gemeinden. Der Verwaltungssitz befindet sich im Ort Guise.

## Historische Entwicklung
Der Gemeindeverband entstand mit Wirkung vom 1. Januar 2017 durch Fusion der Vorgängerorganisationen
- Communauté de communes de la Thiérache d’Aumale und
- Communauté de communes de la Région de Guise.[3]

## Mitgliedsgemeinden
| Gemeinde                                           | Einwohner 1. Januar 2022 | Fläche km² | Dichte Einw./km² | Code INSEE | Postleitzahl |
| -------------------------------------------------- | ------------------------ | ---------- | ---------------- | ---------- | ------------ |
| Aisonville-et-Bernoville                           | 257                      | 8,73       | 29               | 02006      | 02110        |
| Audigny                                            | 282                      | 10,73      | 26               | 02035      | 02120        |
| Bernot                                             | 434                      | 16,56      | 26               | 02070      | 02120        |
| Chigny                                             | 141                      | 10,47      | 13               | 02188      | 02120        |
| Crupilly                                           | 64                       | 3,52       | 18               | 02244      | 02120        |
| Étreux                                             | 1.455                    | 10,36      | 140              | 02298      | 02510        |
| Flavigny-le-Grand-et-Beaurain                      | 438                      | 13,63      | 32               | 02313      | 02120        |
| Grand-Verly                                        | 134                      | 3,80       | 35               | 02783      | 02120        |
| Grougis                                            | 310                      | 11,26      | 28               | 02358      | 02110        |
| Guise                                              | 4.510                    | 16,13      | 280              | 02361      | 02120        |
| Hannapes                                           | 327                      | 9,16       | 36               | 02366      | 02510        |
| Hauteville                                         | 184                      | 7,10       | 26               | 02376      | 02120        |
| Iron                                               | 219                      | 9,51       | 23               | 02386      | 02510        |
| La Vallée-Mulâtre                                  | 147                      | 5,28       | 28               | 02760      | 02110        |
| Lavaqueresse                                       | 202                      | 4,44       | 45               | 02414      | 02450        |
| Lesquielles-Saint-Germain                          | 776                      | 16,21      | 48               | 02422      | 02120        |
| Macquigny                                          | 356                      | 20,18      | 18               | 02450      | 02120        |
| Malzy                                              | 181                      | 10,30      | 18               | 02455      | 02120        |
| Marly-Gomont                                       | 484                      | 12,91      | 37               | 02469      | 02120        |
| Mennevret                                          | 654                      | 11,89      | 55               | 02476      | 02630        |
| Molain                                             | 160                      | 1,81       | 88               | 02488      | 02110        |
| Monceau-sur-Oise                                   | 130                      | 5,86       | 22               | 02494      | 02120        |
| Noyales                                            | 142                      | 7,18       | 20               | 02563      | 02120        |
| Oisy                                               | 459                      | 10,79      | 43               | 02569      | 02450        |
| Petit-Verly                                        | 156                      | 5,19       | 30               | 02784      | 02630        |
| Proisy                                             | 275                      | 5,20       | 53               | 02624      | 02120        |
| Proix                                              | 144                      | 3,45       | 42               | 02625      | 02120        |
| Ribeauville                                        | 77                       | 3,58       | 22               | 02647      | 02110        |
| Romery                                             | 83                       | 3,96       | 21               | 02654      | 02120        |
| Saint-Martin-Rivière                               | 115                      | 5,52       | 21               | 02683      | 02110        |
| Tupigny                                            | 335                      | 12,84      | 26               | 02753      | 02120        |
| Vadencourt                                         | 511                      | 12,24      | 42               | 02757      | 02120        |
| Vaux-Andigny                                       | 923                      | 15,75      | 59               | 02769      | 02110        |
| Vénérolles                                         | 225                      | 8,89       | 25               | 02779      | 02510        |
| Villers-lès-Guise                                  | 160                      | 8,06       | 20               | 02814      | 02120        |
| Wassigny                                           | 946                      | 6,79       | 139              | 02830      | 02630        |
| Communauté de communes du Thiérache Sambre et Oise | 16.396                   | 329,28     | 50               | –          | –            |